# Tiamat Sulcus
Il Tiamat Sulcus è una struttura geologica della superficie di Ganimede.